# Tolar Grande

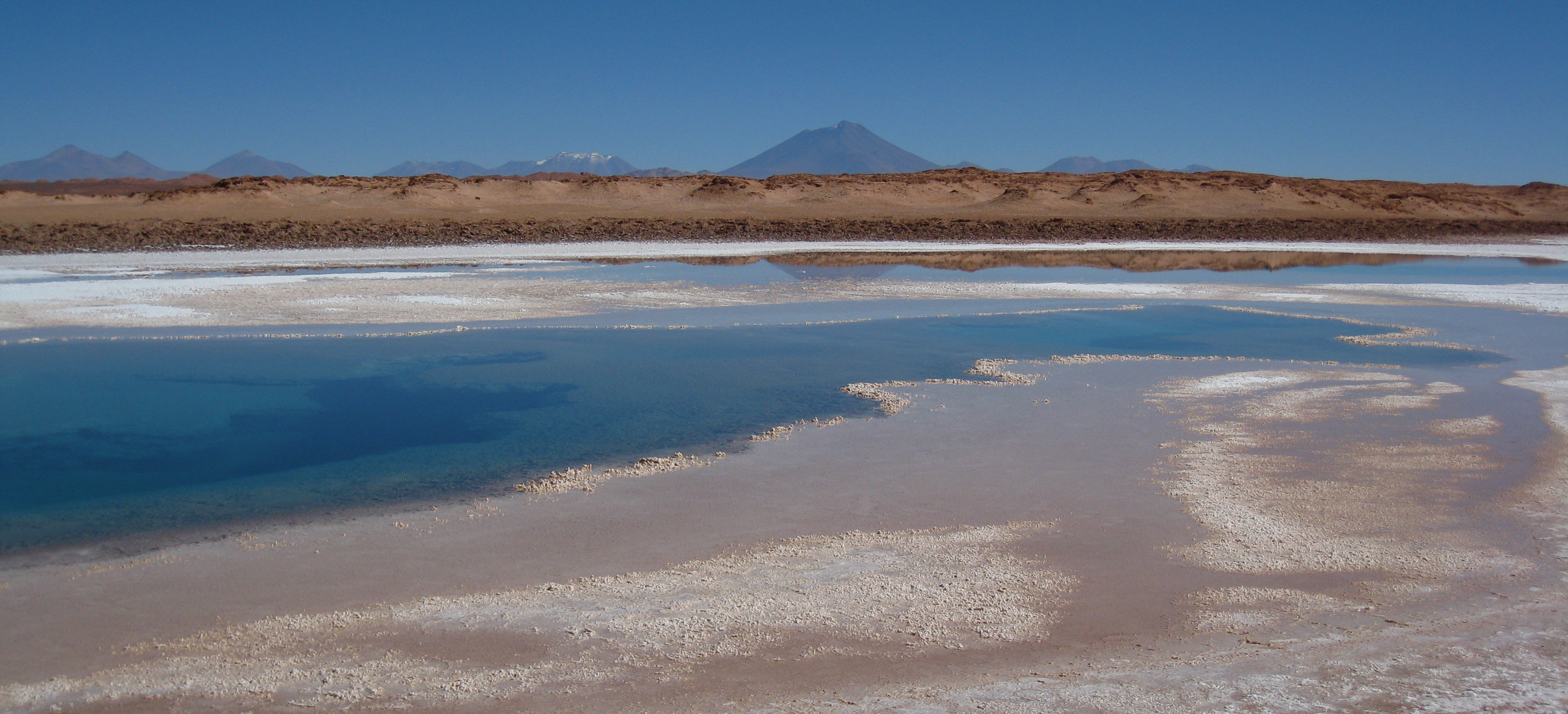
Il Salar de Arizaro

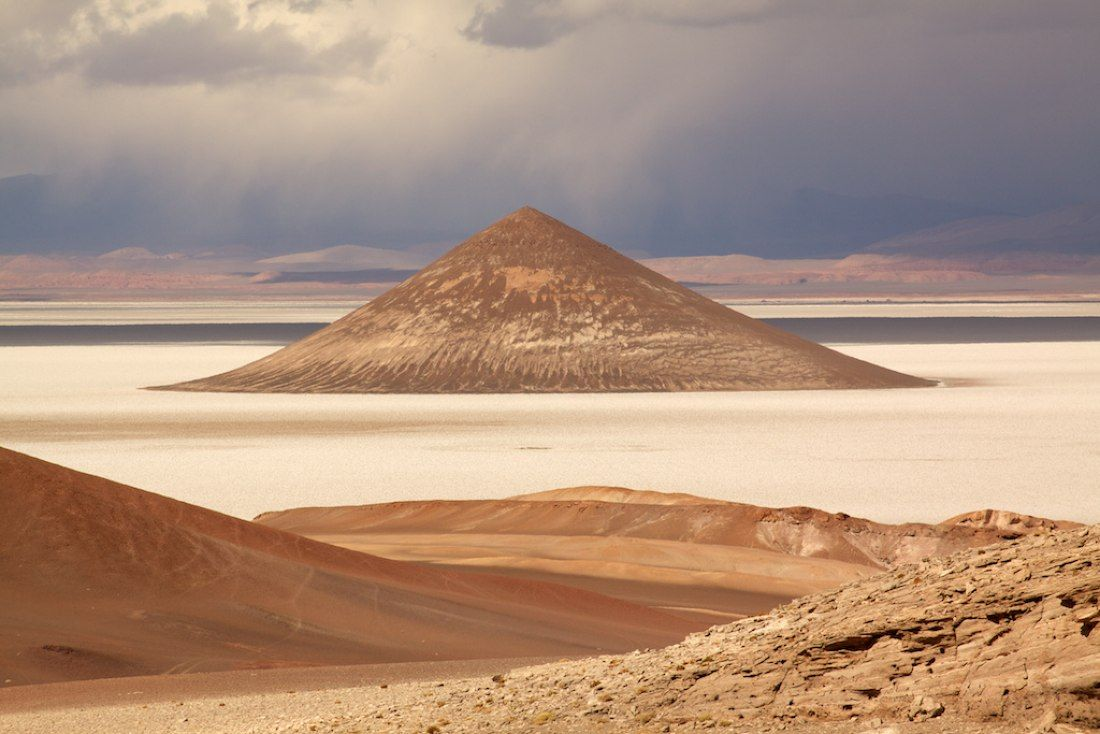
Il caratteristico Cono de Arita nel Salar de Arizaro

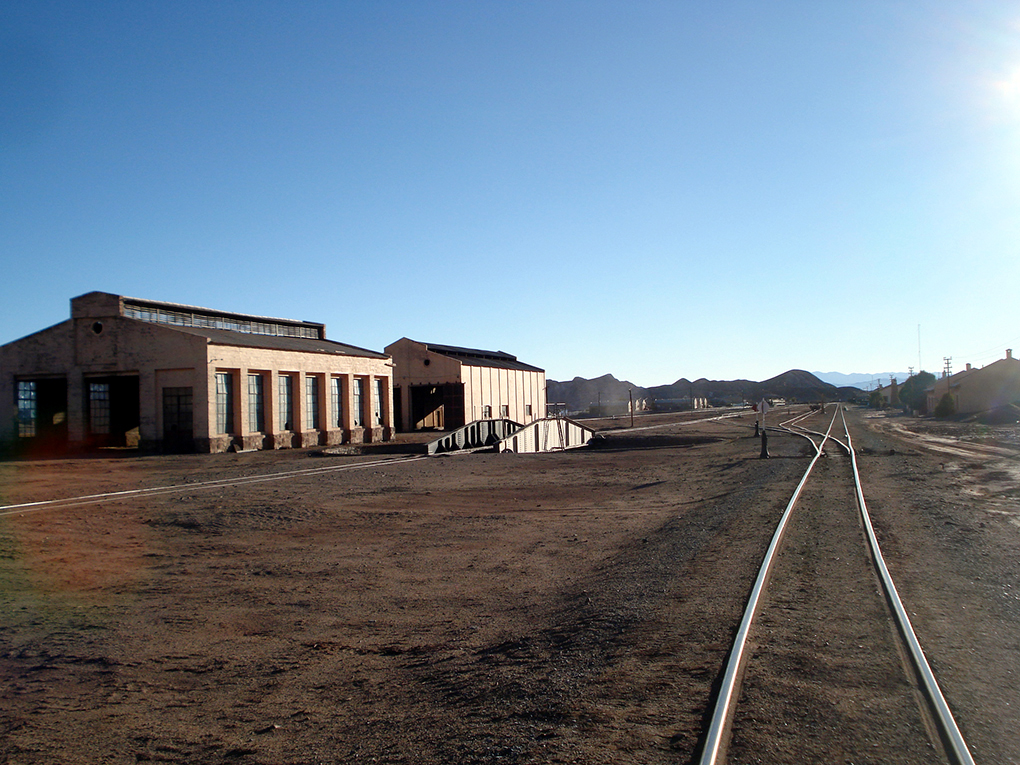
La stazione ferroviaria

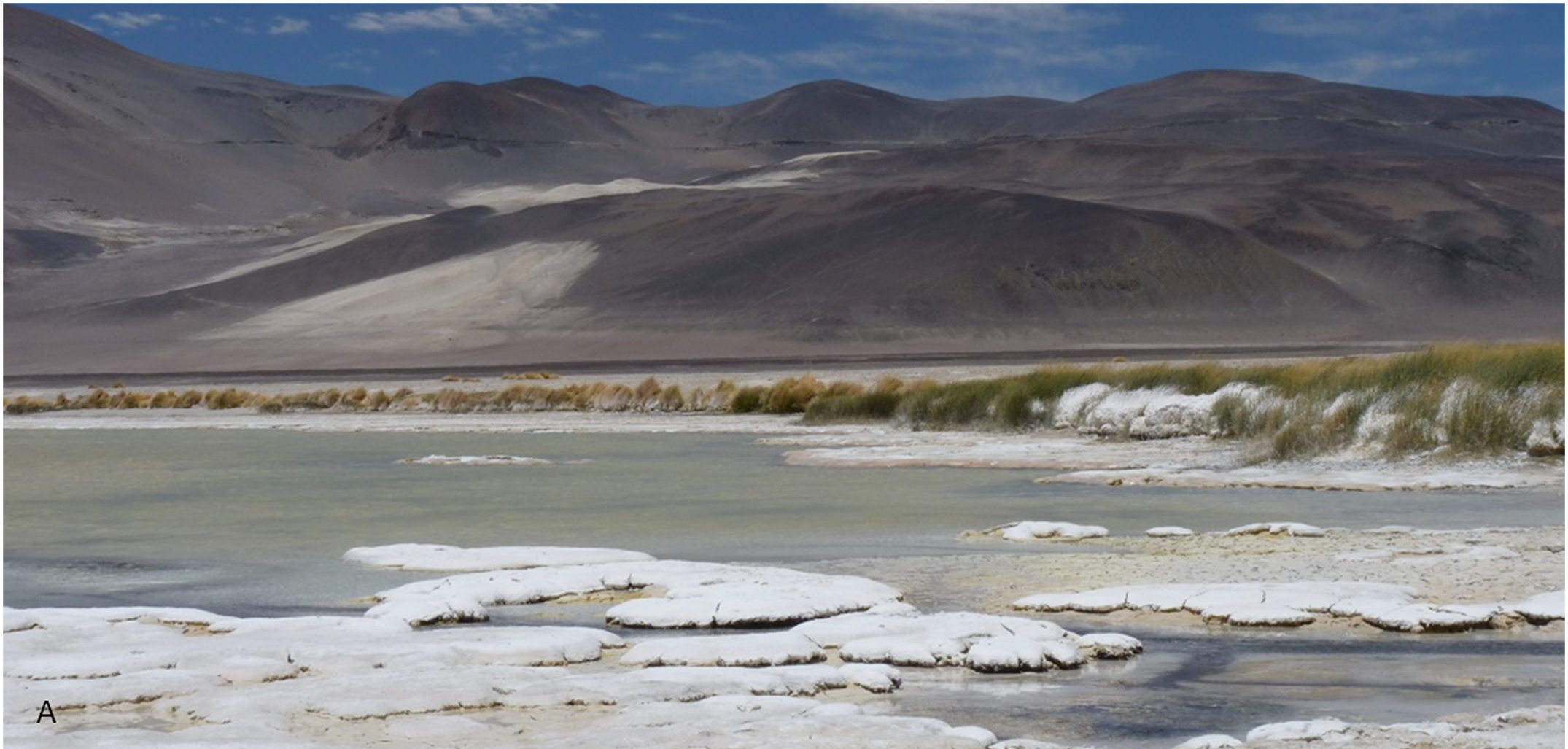
La Laguna Socompa

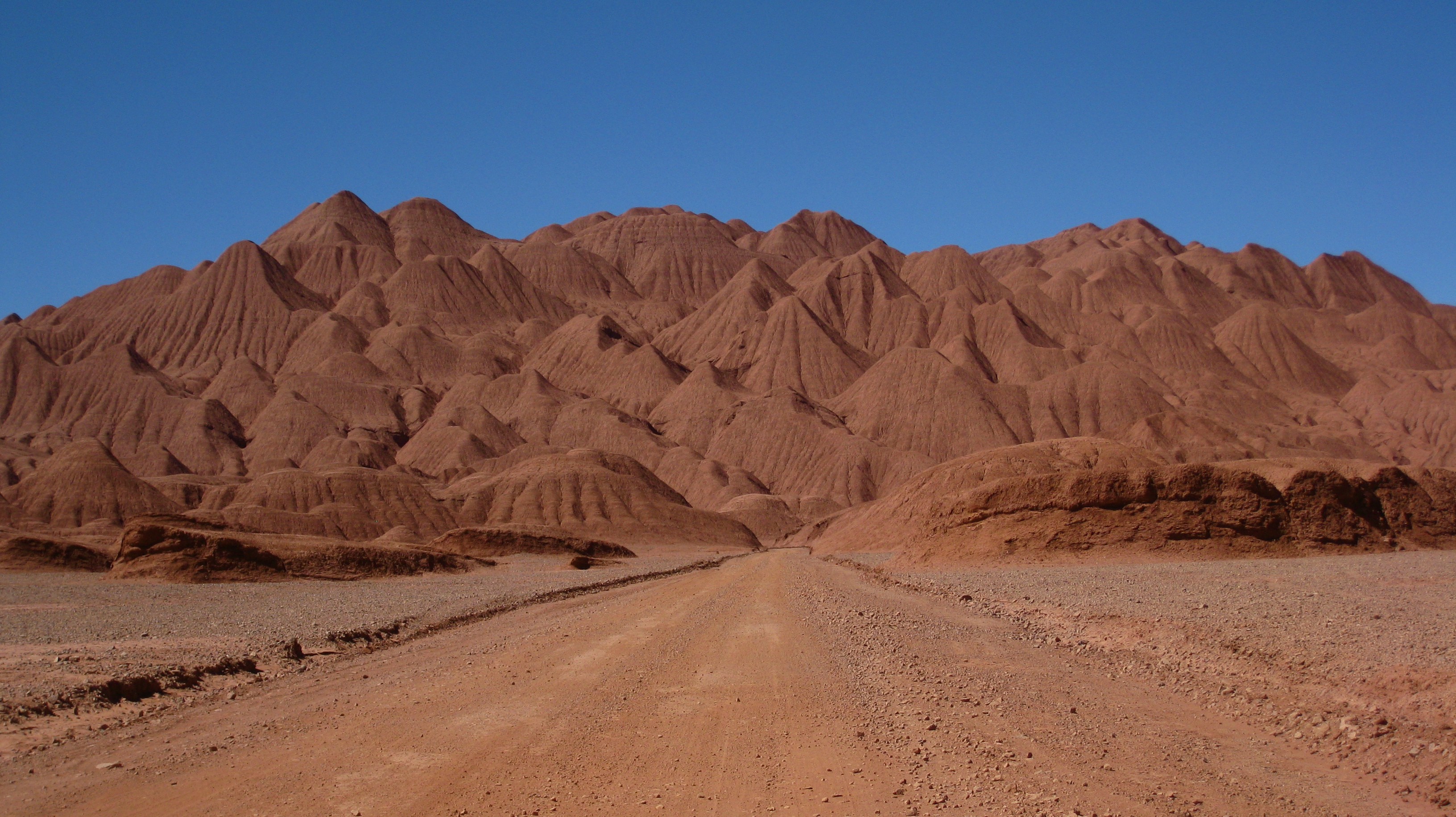
Panorama montano

Tolar Grande è un comune dell'Argentina, appartenente al dipartimento di Los Andes, nella provincia di Salta. Al 2010 la popolazione era di 236 abitanti.

## Storia
Tra i più antichi segni di civilizzazione della zona, vi sono reperti precolombiani fra cui, i più famosi, sono le mummie di bambini di Llullaillaco, riguardanti l'Impero Inca. Scoperte nel 1999 presso il vulcano andino di Llullaillaco, sono conservate presso il Museo di Archeologia di Alta Montagna di Salta.
Il massimo sviluppo della cittadina si ebbe attorno al 1940, quando arrivò a contare circa 5.000 abitanti. Ciò fu dovuto sia per la presenza della ferrovia transandina Salta-Antofagasta, sia per l'estrazione dello zolfo dalla miniera La Casualidad. La parziale chiusura della miniera e la riduzione del traffico ferroviario, nei decenni successivi, contribuirono significativamente allo spopolamento della zona. A partire dall'inizio del XXI secolo si va tuttavia verificando un'inversione di tendenza demografica, dovuta anche ad un'incentivazione locale nell'industria turistica.

## Geografia

### Generalità
Tolar Grande sorge al lato orientale della cordigliera delle Ande, lungo il confine col Cile, nella Puna de Atacama. I centri più vicini sono Olacapato (136 km), Santa Rosa de los Pastos Grandes (139 km), Antofalla (148 km), e San Antonio de los Cobres (194 km), il capoluogo dipartimentale. Da Salta, capoluogo provinciale, dista 363 km, mentre dalla città cilena di Antofagasta ne dista 468. Il punto di attraversamento stradale della frontiera, a Socompa, dista 138 km.
I comuni cileni confinanti, entrambi nella regione di Antofagasta, sono Antofagasta (nella provincia omonima), e San Pedro de Atacama (nella provincia di El Loa). I comuni argentini confinanti sono invece San Antonio de los Cobres ed Antofagasta de la Sierra; quest'ultima nel dipartimento omonimo ed in provincia di Catamarca.

### Territorio
Con una superficie comunale di 14.006 km², Tolar è il comune più esteso dell'intera provincia, ma anche quello con densità abitativa più bassa. l'altezza media del territorio è di 3.500 metri circa, ma lungo la cordigliera andina si superano anche i 6.000 metri, come ad esempio presso i monti Socompa (6.051 m), Aracar (6.095 m), Llullaillaco (6.723 m) etc, lungo il confine cileno-argentino. Il territorio comunale, trovandosi nel Deserto di Atacama, è per lo più arido, ma con la presenza di numerosi salares, tra cui quello più grande è il Salar de Arizaro (1.600 km²), uno dei più estesi del Sudamerica. Altri salares presenti sono quelli di Llullaillaco, di Río Grande, di Diablillos, di Incahuasi, di Pular, e la Laguna Socompa. Il Salar de Pocitos, situato nel comune di San Antonio de los Cobres, funge per buona parte da confine municipale con Tolar Grande.
Le piccole località appartenenti al comune, quasi tutte spopolate, sono Alemán Muerto, Caipe, Chuculaqui, Desvío Km 1506, Mina La Casualidad, Quebrada del Agua, Salar del Diablo, Socompa, Taca Taca, Tolar Chico, Unquillal e Vega de Arizaro. Socompa, che è un passo di frontiera, si trova parzialmente in territorio cileno.

## Turismo
Per via del particolare ambiente naturale, della numerosa presenza di salares e della vicinanza con le Ande, Tolar Grande ha sviluppato, all'inizio del XXI secolo, un turismo di tipo rurale piuttosto recettivo. Inoltre, per la preservazione dell'ambiente naturale locale, nel 2011 sono state create le aree naturali protette idi Ojos de Mar e Laguna Socompa.

## Trasporti
La principale, e quasi unica, arteria stradale che serve il paese, è la strada provinciale (Ruta Provincial) RP27, che la collega con San Antonio e termina presso Mina La Casualidad, a ridosso del confine cileno. L'altra strada provinciale, che si dirama presso la località di Caipe, è la RP163, che arriva al confine a Socompa, onde poi proseguire in Cile col nome di Ruta B-55.
A livello ferroviario, Tolar Grande conta una stazione sulla linea internazionale transandina che collega Salta ad Antofagasta. Altra stazione rilevante è quella frontaliera di Socompa, che si estende su entrambi i territori nazionali. Quest'ultima era, in origine, il capolinea orientale argentino di un servizio ferroviario passeggeri da e per Buenos Aires, alla stazione centrale di Retiro (lato Belgrano). Sul finire del XX secolo il transito, sia nazionale che internazionale, si è ridotto al trasporto merci. Altre stazioni minori sorgono lungo il territorio comunale, attraversato per circa 260 km, e sono: Unquillal, Salar del Diablo, Desvío Km 1506, Taca Taca, Vega de Arizaro, Caipe, Chuculaqui, Alemán Muerto e Quebrada del Agua.